# Orthodoxie (émission de télévision)
Pour les articles homonymes, voir Orthodoxie (homonymie).
Orthodoxie est une émission de télévision sur le christianisme orthodoxe, diffusée depuis juin 1965 à la télévision française dans le cadre des émissions religieuses du dimanche matin, et depuis 2013 dans celui de la série hebdomadaire, mise en place cette année-là, d'émissions de télévision religieuses française Les Chemins de la foi consacrée au sept principales religions pratiquées dans le pays. Elle est placée sous le patronage de l'Assemblée des évêques orthodoxes de France. 
Elle a été fondée en 1965 par Constantin Andronikov, Gabriel Matzneff et Pierre Struve. En 2019, le Père Jivko Panev prit la suite du Père Nicolas Ozoline, nouvelle ère qui s'accompagna d'un changement de générique.

## Responsables de l'émission

### Producteurs
- Jean Renneteau, de 1972 à 1986 (qui prit, par la suite et en tant qu'évêque, le nom de Jean de Charioupolis, puis Jean de Doubna).
- En 1975, Jean Renneteau et Tatiana Stuve sont producteurs délégués[4].

### Présentateurs
- 1965 : Constantin Andronikov, Olivier Clément et le Père Struve (petit-fils de l'essayiste du même nom).

Pierre Struve.
- 1983-2019 : Nicolas Ozoline (ru).
- 2019- : Jivko Panev.